# Caloramphus
Caloramphus é um género de ave piciforme da família Megalaimidae, que compreende duas espécies de barbichas.
Este género contém as seguintes espécies:
- Barbichas-fuliginoso, Caloramphus fuliginosus
- Barbichas-pardo Caloramphus hayii